# 2 مايو
- السبت
- الأحد
- الاثنين
- الثلاثاء
- الأربعاء
- الخميس
- الجمعة

- 2628 شوال 1446  هـ
- 2729 شوال 1446  هـ
- 2830 شوال 1446  هـ
- 291 ذو القعدة 1446  هـ
- 302 ذو القعدة 1446  هـ
- 13 ذو القعدة 1446  هـ
- 24 ذو القعدة 1446  هـ
- 35 ذو القعدة 1446  هـ
- 46 ذو القعدة 1446  هـ
- 57 ذو القعدة 1446  هـ
- 68 ذو القعدة 1446  هـ
- 79 ذو القعدة 1446  هـ
- 810 ذو القعدة 1446  هـ
- 911 ذو القعدة 1446  هـ
- 1012 ذو القعدة 1446  هـ
- 1113 ذو القعدة 1446  هـ
- 1214 ذو القعدة 1446  هـ
- 1315 ذو القعدة 1446  هـ
- 1416 ذو القعدة 1446  هـ
- 1517 ذو القعدة 1446  هـ
- 1618 ذو القعدة 1446  هـ
- 1719 ذو القعدة 1446  هـ
- 1820 ذو القعدة 1446  هـ
- 1921 ذو القعدة 1446  هـ
- 2022 ذو القعدة 1446  هـ
- 2123 ذو القعدة 1446  هـ
- 2224 ذو القعدة 1446  هـ
- 2325 ذو القعدة 1446  هـ
- 2426 ذو القعدة 1446  هـ
- 2527 ذو القعدة 1446  هـ
- 2628 ذو القعدة 1446  هـ
- 2729 ذو القعدة 1446  هـ
- 281 ذو الحجة 1446  هـ
- 292 ذو الحجة 1446  هـ
- 303 ذو الحجة 1446  هـ
- 314 ذو الحجة 1446  هـ
- 15 ذو الحجة 1446  هـ
- 26 ذو الحجة 1446  هـ
- 37 ذو الحجة 1446  هـ
- 48 ذو الحجة 1446  هـ
- 59 ذو الحجة 1446  هـ
- 610 ذو الحجة 1446  هـ

2 مايو أو 2 أيَّار أو 2 مايس أو 2 نوَّار أو يوم 2 \ 5 (اليوم الثاني من الشهر الخامس) هو اليوم الثاني والعشرون بعد المئة (122) من السنوات البسيطة، أو اليوم الثالث والعشرون بعد المئة (123) من السنوات الكبيسة وفقًا للتقويم الميلادي الغربي (الغريغوري). يبقى بعده 243 يوما لانتهاء السنة.

## أحداث
- 1813 - القوات الفرنسية بقيادة نابليون بونابرت تهزم القوات الروسية والبروسية.
- 1876 -
  - إنشاء صندوق الدين بمصر وذلك بعد عجز الخديوي إسماعيل عن سداد أقساط ديون بلاده المستحقة للبنوك الأوروبية.
  - البلغار يقومون بعصيان ضد الدولة العثمانية في ولاية الطونة وذلك بمساعدة من روسيا ويقتلون ألف مسلم، لكن القائد العثماني «عبد الكريم نادر باشا» تمكن من القضاء على هذا التمرد.
- 1879 - الزعيم العمالي بابلو إيغليسياس يؤسس حزب العمال الاشتراكي الإسباني.
- 1911 - دخول القوات الفرنسية مدينة فاس المغربية وذلك لإجهاض الثورة التي شهدتها المدينة مع عدد من المدن المغربية احتجاجًا على الظلم والتعسف الذي يمارسه الفرنسيين.
- 1933 - الزعيم النازي أدولف هتلر يقرر حظر كافة النقابات العمالية في ألمانيا باعتبارها بؤر للشيوعيين وذلك بعد شهور قليلة من وصوله إلى الحكم عبر الانتخابات.
- 1935 - تدشين ناطحة السحاب الأمريكية إمباير ستيت في مدينة نيويورك، وكانت البناية ذات الطوابق المائة واثنين أعلى بناية في العالم آنذاك.
- 1941 - إعلان بريطانيا الحرب على العراق لوقوفه إلى جانب ألمانيا في الحرب العالمية الثانية وتعرف بالحرب الأنجلو-عراقية.
- 1945 - القوات السوفيتية تعلن سقوط برلين في نهاية الحرب العالمية الثانية.
- 1951 - تأميم النفط في إيران.
- 1952 - انطلاق الطائرة «كوميت -1» وهي أول طائرة مدنية نفاثة في التاريخ من مطار هيثرو في لندن.
- 1953 -
  - تنصيب الحسين بن طلال ملكًا على الأردن ليتولى الحكم رسميًا بعد أبيه الملك طلال الذي تنازل عن العرش في 11 أغسطس 1952 بسبب المرض.
  - تنصيب فيصل الثاني ملكًا على العراق وذلك بعد انتهاء مدة وصاية خاله الأمير عبد الإله التي دامت 14 سنة.
- 1963 - حكومة حزب البعث تعلن تأميم جميع المصارف وشركات التأمين في سوريا، أعلنت الحكومة أيضاً منع أي فرد من إخراج أكثر من 100 ليرة سورية (26 دولاراً) لدى مغادرة سوريا.
- 1972 - اختطاف طائرة سابينا رحلة 572 من قبل الجبهة الشعبية لتحرير فلسطين.
- 1980 - تنفيذ عملية الدبويا بقيادة عدنان جابر على مستوطنة كريات أربع في الخليل بفلسطين.
- 1986 - انتخاب سنيان حساني رئيسًا ليوغوسلافيا، وكان بذلك أول رئيس مسلم لها.
- 1991 - أمين عام الأمم المتحدة خافيير بيريز دي كويلار ينشئ لجنة لتخطيط الحدود بين الكويت والعراق وذلك تنفيذًا لقرار مجلس الأمن رقم 687 الصادر في 5 أبريل 1991.
- 2011 - الرئيس الأمريكي باراك أوباما يعلن أن بلاده قتلت زعيم تنظيم القاعدة أسامة بن لادن في عملية عسكرية قرب إسلام آباد.
- 2013 - انهيار الجسر المعلق الشهير في مدينة دير الزور السورية بعد تعرضه لقصف مدفعي من قبل الجيش النظامي السوري.
- 2015 -
  - إقامة نزال القرن بين الملاكمين فلويد مايويذر جونيور وماني باكياو في لاس فيغاس، والذي أتى بإيراد قدر بأربعمائة مليون دولار، وقد فاز مايويذر بهذه المباراة.
  - ولادة شارلوت أميرة كامبريدج، الرابعة على خط الوراثة للعرش البريطاني.
- 2021 - الرئيس الكولومبي إيفان دوكي يسحب تعديلًا ضريبيًّا مقترحًا بعد احتجاجات كبيرة عمت البلاد خلفت تسعة عشر قتيلًا على الأقل.
- 2023 - وفاة الأسير الفلسطيني خضر عدنان في سجون الاحتلال، بعد إضراب عن الطعام دام لمدة 87 يومًا احتجاجًا على اعتقاله إداريًا.

## مواليد
- 1660 - ألساندرو سكارلاتي، موسيقي إيطالي.
- 1729 - كاترين الثانية، إمبراطورة روسيا الثانية عشر.
- 1737 - ويليام بيتي، رئيس وزراء المملكة المتحدة.
- 1843 - أوجين ريفيلو، عالم مصريات فرنسي.
- 1860 - تيودور هرتزل، مؤسس الحركة الصهيونية.
- 1926 - علوية زكي، مخرجة مصرية.
- 1929 - كمال الصليبي، مؤرخ لبناني.
- 1933 - صباح فخري، مطرب سوري.
- 1935 -
  - فيصل الثاني، ملك المملكة العراقية.
  - لويس سواريز ميرامونتيس، لاعب ومدرب كرة قدم إسباني.
- 1941 - فرانشيسكو سكوليو، مدرب إيطالي.
- 1948 - جوسيب كاتالينسكي، لاعب كرة قدم بوسني.
- 1949 - طاهر النجادة، ممثل كويتي.
- 1956 - حسين المنصور، ممثل كويتي.
- 1968 - هيكارو ميدوريكاوا، ممثل أداء صوتي ياباني.
- 1970 - ناوكي ساتو، ملحن ياباني.
- 1972 - دوين جونسون، مصارع وممثل أمريكي.
- 1975 - ديفيد بيكهام، لاعب كرة قدم إنجليزي.
- 1980 -
  - تيم بوروفسكي، لاعب كرة قدم ألماني.
  - زات نايت، لاعب كرة قدم إنجليزي.
- 1981 -
  - دالي، مغنية عراقية.
  - تياغو مينديز، لاعب كرة قدم برتغالي.
  - مات موراي، لاعب كرة قدم إنجليزي.
  - كريس كيركلاند، لاعب كرة قدم إنجليزي.
- 1982 - محمد الصايغ، ممثل قطري.
- 1985 -
  - إلهام محمد، ممثلة إماراتية.
  - ديفيد نوغينت، لاعب كرة قدم إنجليزي.
- 2015 - شارلوت إليزابيث ديانا، ابنة ويليام وكيت ميدلتون.

## وفيات
- 1250 - توران شاه بن الصالح أيوب، آخر سلاطين الدولة الأيوبية في مصر.
- 1519 - ليوناردو دا فينشي، رسام إيطالي.
- 1857 - ألفرد دي موسيه، كاتب فرنسي.
- 1902 - عائشة التيمورية، أديبة مصرية.
- 1941 - إبراهيم طوقان، شاعر فلسطيني.
- 1951 - منصور بن عبد العزيز آل سعود، أمير وسياسي سعودي.
- 1966 - فخري البارودي، زعيم سياسي سوري.
- 1969 - فرانز فون بابن، مستشار ألمانيا.
- 1979 - جوليو ناتا، عالم كيمياء إيطالي حاصل على جائزة نوبل في الكيمياء عام 1963.
- 1997 - جون إيكلس، عالم فيزيولوجيا أسترالي حاصل على جائزة نوبل في الطب عام 1963.
- 1999 - أوليفر ريد، ممثل إنجليزي.
- 2003
  - محمد ديب، أديب جزائري.
  - محمد عبد العزيز حصان، عالم مُقرئ مصري.
- 2005 - محمد رشدي، مغني مصري.
- 2009 - جاك كمب، سياسي أمريكي.
- 2010 - موشيه هيرش، حاخام يهودي فلسطيني زعيم حركة ناطوري كارتا المعارضة للحركة الصهيونية.
- 2011 - أسامة بن لادن، مؤسس تنظيم القاعدة.
- 2016 - وائل نور، ممثل مصري.
- 2019 - فتحي أحمد صافي، عالم مسلم سوري.
- 2023 - خضر عدنان، أسير فلسطيني.
- 2024 - عصام العطار، داعية إسلامي وكاتب ومفكر سوري.

## أعياد ومناسبات
- عيد العلم في بولندا.
- يوم المعلم في إيران.

## وصلات خارجية
- وكالة الأنباء القطريَّة: حدث في مثل هذا اليوم.
- النيويورك تايمز: حدث في مثل هذا اليوم.
- BBC: حدث في مثل هذا اليوم.